# 워터 포 엘리펀트
《워터 포 엘리펀트》(영어: Water for Elephants)는 2006년 발행된 새러 그루언의 소설이다. 전국 소설 쓰기의 달의 일환으로 쓴것이다.